# Großdöllnerhof

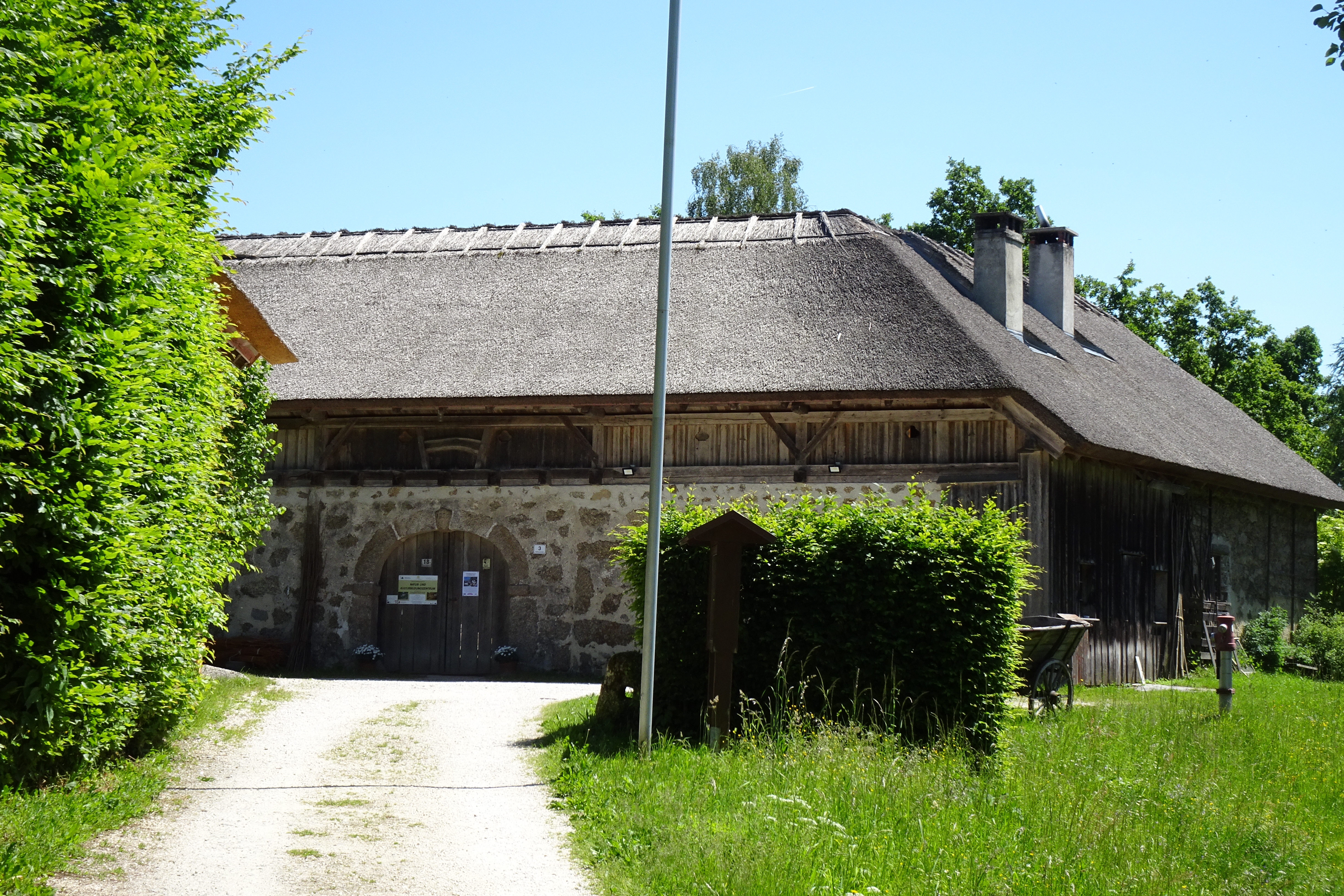
Vorderansicht

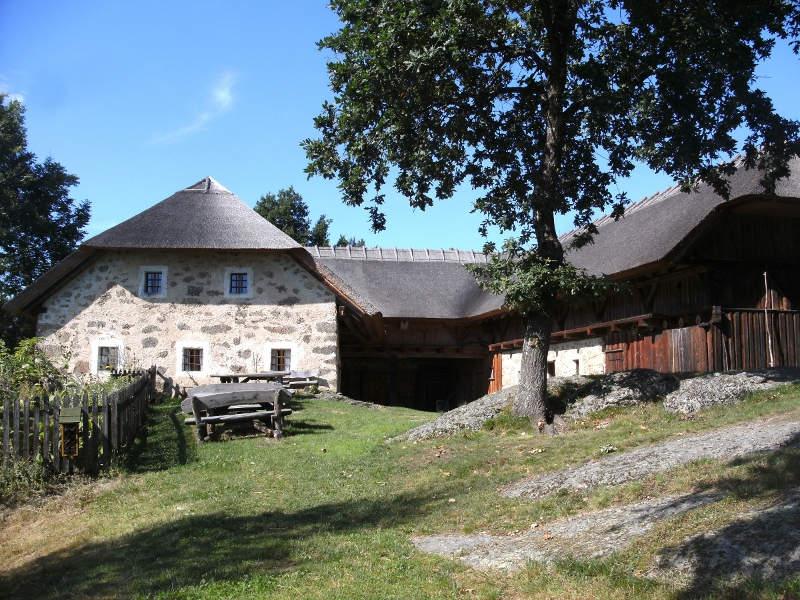
Hofansicht

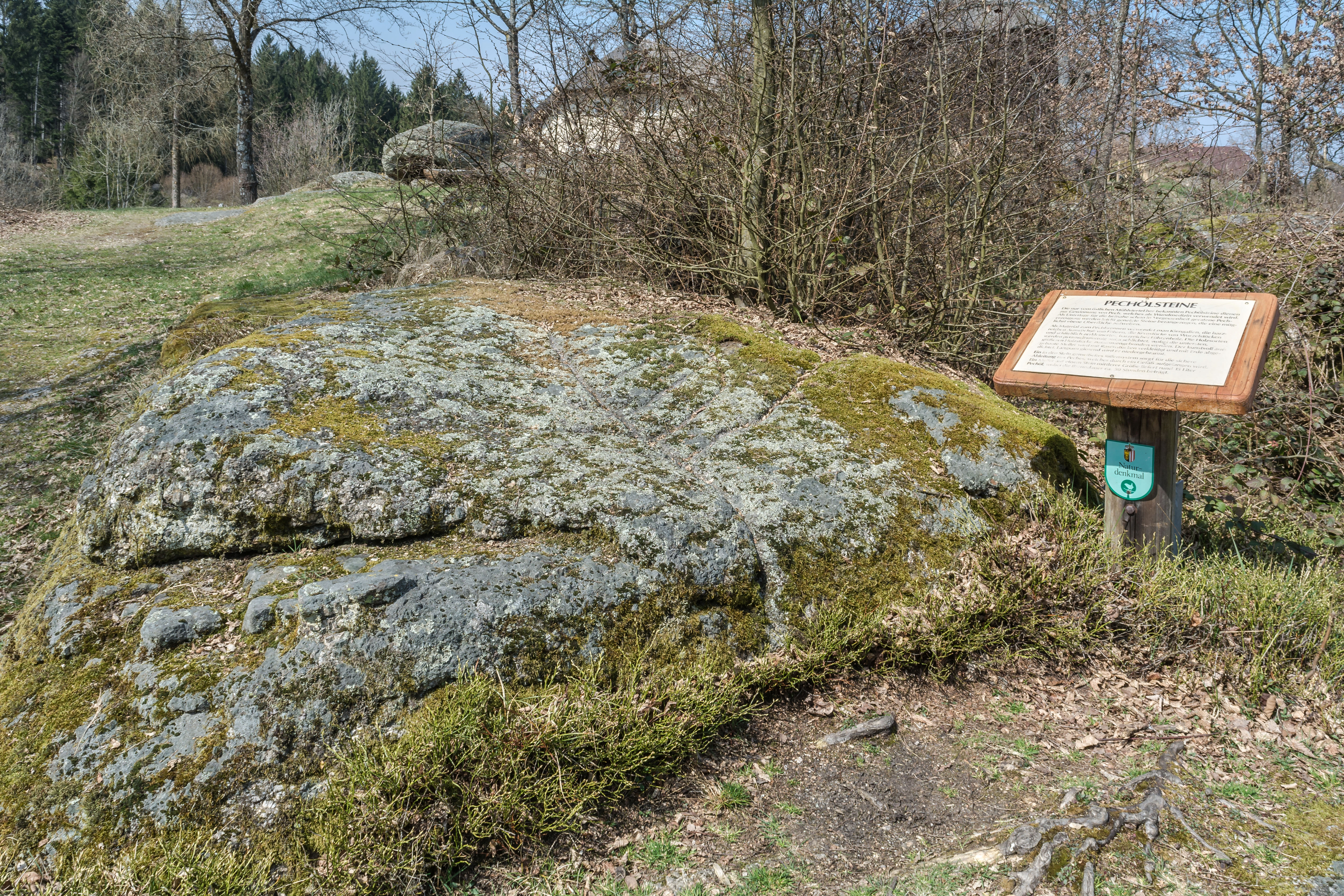
Der Pechölstein des Großdöllnerhofs

Der Großdöllnerhof ist ein etwa 400 Jahre alter, unter Denkmalschutz gestellter Mühlviertler Dreiseithof im Naturpark Mühlviertel in der Gemeinde Rechberg, der heute als Freilichtmuseum genutzt wird.
Das Museum und Veranstaltungszentrum Großdöllnerhof befindet sich am Plenkerberg auf etwa 700 m ü. A. Das Gebäude ist in der für das Mühlviertel typischen Technik der Steinbloßmauer gemauert. Bei dieser Mauertechnik werden die Außenmauern durch unbehauene Granitblöcke steinsichtig und durch gekalkte Mörtelzonen gegliedert.

## Geschichte
Der 1629 erstmals urkundlich erwähnte Hof gehörte früher zur Herrschaft Windhaag, wurde bis 1968 als kleine Landwirtschaft im Vollerwerb bewirtschaftet und verfügte über 17 Hektar Grund, wobei 8 Hektar Wald und 8 Hektar Wiesen waren.
Die Gemeinde Rechberg pachtete den Hof 1968 und stellte ihn bis 1980 als Ferienhaus für Pfadfinder- und Jungschargruppen zur Verfügung. 1992 erwarb die Gemeinde den Hof samt sechs Hektar Grund und nutzte das Gebäude für die Einrichtung eines Bauernmuseums. Das Gelände stand weiter für Zeltlager von Jugendgruppen zur Verfügung. 
Nach einer sorgfältigen und denkmalgerechten Renovierung von 1994 bis 1996 wurde der Museumshof in den Verband der Oberösterreichischen Freilichtmuseen aufgenommen. 2002 war der Großdöllnerhof Ausstellungsort der Oberösterreichischen Landesausstellung „Feste Feiern“. 
Ab dem Jahr 2002 bildete der Denkmalhof mit einem Verkaufsstadl für Naturparkprodukte und geregelten Öffnungszeiten, ausgebildeten Natur- und Landschaftsführern sowie Museumsführern, einer Dauerausstellung unter dem Titel „Volksmedizin und Aberglaube“ sowie wechselnden Sonderausstellungen, kleiner Küche für Bewirtungen bei Festen usw. das kulturelle Zentrum für den Naturpark Rechberg und Umgebung bzw. später den Naturpark Mühlviertel. 
2005 bekam der Hof das Österreichische Museumsgütesiegel zugesprochen, 2007 erhielten die Ausstellungsverantwortlichen den Volkskulturpreis für Brauchtum und 2008 wurde die Sonderausstellung „Footprint“ mit dem Umweltpreis des Landes Oberösterreich ausgezeichnet.

## Nutzung
Der Großdöllnerhof dient als Museum und Veranstaltungszentrum, wo jährlich Seminare, Vernissagen und Ausstellungen stattfinden, darunter das Mittelalterliche Hexentreyben, der Kulturheurige, das Erdäpfelfest, das Köhlerfest, Familien-Wellnesstage, Jazzbrunchs u. a. m.

## Umgebung
Im Umkreis des Großdöllnerhofs befindet sich ein Steinlehrpfad, bei dem die Geologie Oberösterreichs erklärt wird. Südlich des Hofs gibt es einige Granitblöcke, darunter einer der als Pechölstein in Verwendung war und die charakteristischen blattrillenförmigen Einritzungen ausweist (siehe hiezu auch Pechölbrennen im östlichen Mühlviertel).